# Nicholas Murray Butler
Nicholas Murray Butler, ameriški filozof, diplomat, nobelovec, profesor in filantrop, * 2. april 1862, † 7. december 1947, New York, ZDA. 
Znan je bil kot dolgoletni predsednik ustanove Carnegie Endowment for International Peace, pomembne mirovne organizacije s pomembno finančno vlogo v mednarodnih odnosih v tedanjem času. Je tudi prejemnik Nobelove nagrade za mir, dobil jo je leta 1931. 

## Zgodnje življenje in izobraževanje
Butler je bil rojen v New Jerseyju delavcu v manufakturi in gospodinji. Ob vpisu v univerzo Columbia (kasneje v obdobju 1901-1945 njen rektor), je izredno hitro akademsko napredoval in dve leti kasneje doktoriral. Študiral je tudi v tujini, v Parizu in Berlinu in pomembno prijateljeval z nobelovcem Elihujem Rootom, a že po letu potovanja se vrne v Columbio kot profesor filozofije. Leta 1887 vloži velik napor v urjenje učiteljev. Vztraja pri predavanjih do upokojitve. Velja za enega pomembnejših dejavnikov visokega izobraževanja v ZDA.

## Politična dejavnost
Butler velja za pomembnega dolgoletnega in vplivnega člana republikanske stranke za obdobje pred drugo svetovno vojno. V 1916 je skušal zagotoviti predsedniško kandidaturo Elihu Rootu. Butler sam se poteguje za kandidaturo leta 1920 in 1928 brez uspeha.
Butler je prepričan v škodljivost prohibicije alkoholnih pijač v Ustavi, verjel je, da je to bila napaka, ki ima negativne učinke na državo. Je tudi aktivist in zagovornik opustitve prohibicije leta 1933.
Republikanska prepričanja je zagovarja s sklicevanjem na Johna W. Burgessa in Alexandra Hamiltona.

## Mednarodna dejavnost in pisanje
Butler je bil predsednik konferenc o mednarodni arbitraži jezera Mohonk, kjer so se srečevali občasno od 1907 do 1912. V tem času je bil imenovan za predsedujočega ameriške podružnice Mednarodne pomiritve. Butler je tudi ključen mož pri prepričevanje Andrewa Carnegia, da zagotovi začetnih $10 milijonov dolarjev sredstev za Carnegie ustanovo za mednarodni mir. Butler je postal vodja mednarodnega izobraževanja in komunikacije za ustanovo, od 1925 do 1945 pa je tudi predsedoval fundaciji. Za svoje delo na tem področju je prejel Nobelovo nagrado za mir leta 1931 (deli si jo z Jane Addams) "[Za svojo promocijo] pakta Briand-Kellogg", in za svoje delo kot "vodja uradnega dela ameriškega mirovnega gibanja".